# .NET User Group
Eine .NET User Group oder auch .NET Developer Group, ist eine Anwendergruppe der von Microsoft entwickelten Software-Plattform .Net-Framework. Sie ist darüber hinaus häufig eher ein unabhängiger Zusammenschluss von (professionellen) Softwareentwicklern, Studenten und Akademikern. Das heißt, dass .NET User Groups in der Regel eine Gesellschaft bürgerlichen Rechts sind.
Die Betreiber der .NET User Groups sind meist stark intrinsisch engagierte Personen, die Interesse am Treffen mit Gleichgesinnten haben und die .NET User Groups nicht-kommerziell in ihrer Freizeit betreuen. Sie werden in der Regel „Leads der .NET User Group“ genannt. Sinn und Zweck der .NET User Groups ist der Erfahrungs- und Wissensaustausch, weniger die Verteilung von Software wie im Rahmen einer Installationsparty. Die meisten .NET User Groups sind sehr dezentral organisiert und auf Städte oder Landkreise beschränkt. Einige Veranstaltungen wie der jährliche Developer Open Space lassen die regionalen Aspekte in den Hintergrund treten und werden von Teilnehmern aus dem gesamten Bundesgebiet, sowie aus dem europäischen Ausland, speziell aus Österreich und der Schweiz, besucht und angenommen.

## Schweiz
In der Schweiz sind diverse regional .NET User Groups organisiert. Es gibt heute .NET User Groups in Bern, in der Zentralschweiz und der Nordwestschweiz.

## Deutschland
In Deutschland und international werden viele .NET User Groups durch Microsoft im Rahmen des Microsoft Community Leader/Insider Program (Microsoft CLIP) bei der Gestaltung von Treffen unterstützt. Hierbei kann es sich zum Beispiel um die Erstattung von Reisekosten für einen Sprecher, um Software zur Verlosung oder Vortragspräsentation, einen direkten Ansprechpartner bei Microsoft oder Referenten von Microsoft, handeln. Die im Rahmen von Microsoft CLIP ebenfalls betreuten Anwendergruppen, bzw. eher treffend zu fassen mit dem Wort Gruppierungen, „dFPUG“ (Microsoft Visual FoxPro), „Sharepoint“, „PASS“ (Professional Association for SQL Server) und „Windows Mobile“ gehören nicht zu den .NET User Groups.

## International
International sind die .NET User Groups über die International .NET Association (INETA), europäisch über den Ableger International .NET Association Europe und pro Land meist nur durch einen Ansprechpartner der INETA organisiert. In Deutschland übernimmt dies die INETA Deutschland.
.NET User Groups sind gegenüber der INETA unabhängig, werden aber wie im Rahmen von Microsoft CLIP beispielsweise durch das Sponsoring von Reisekosten unterstützt.
Die Mitgliedschaft bei Microsoft CLIP und/oder der INETA stellt vorwiegend innerhalb der .NET-Community eine Auszeichnung für .NET-Community-Engagement dar, obwohl eine gewisse strategische Ausrichtung der Sponsoren dieser Programme natürlich nicht zu verneinen ist. In Abwägung dessen werden durchweg dennoch solche Programme gerne angenommen, da beispielsweise Sprecher ihre Reisekosten sonst privat finanzieren müssten.